# Palác Schützenů
Palác Schützenů nebo také palác Schützů, Harbuval-Chamaré či Bylandt-Rheidtovský palác je barokní objekt nacházející se v Praze na Malé Straně v ulici Sněmovní 171/13. Je chráněn jako kulturní památka. Jde o raně barokní stavbu nepravidelného palácového typu vzniklou v letech 1685–1699 na místě dvou středověkých domů a kostelíka sv. Michala. Součástí kulturní památky je i zahrada při domu čp. 171.

## Historie a popis

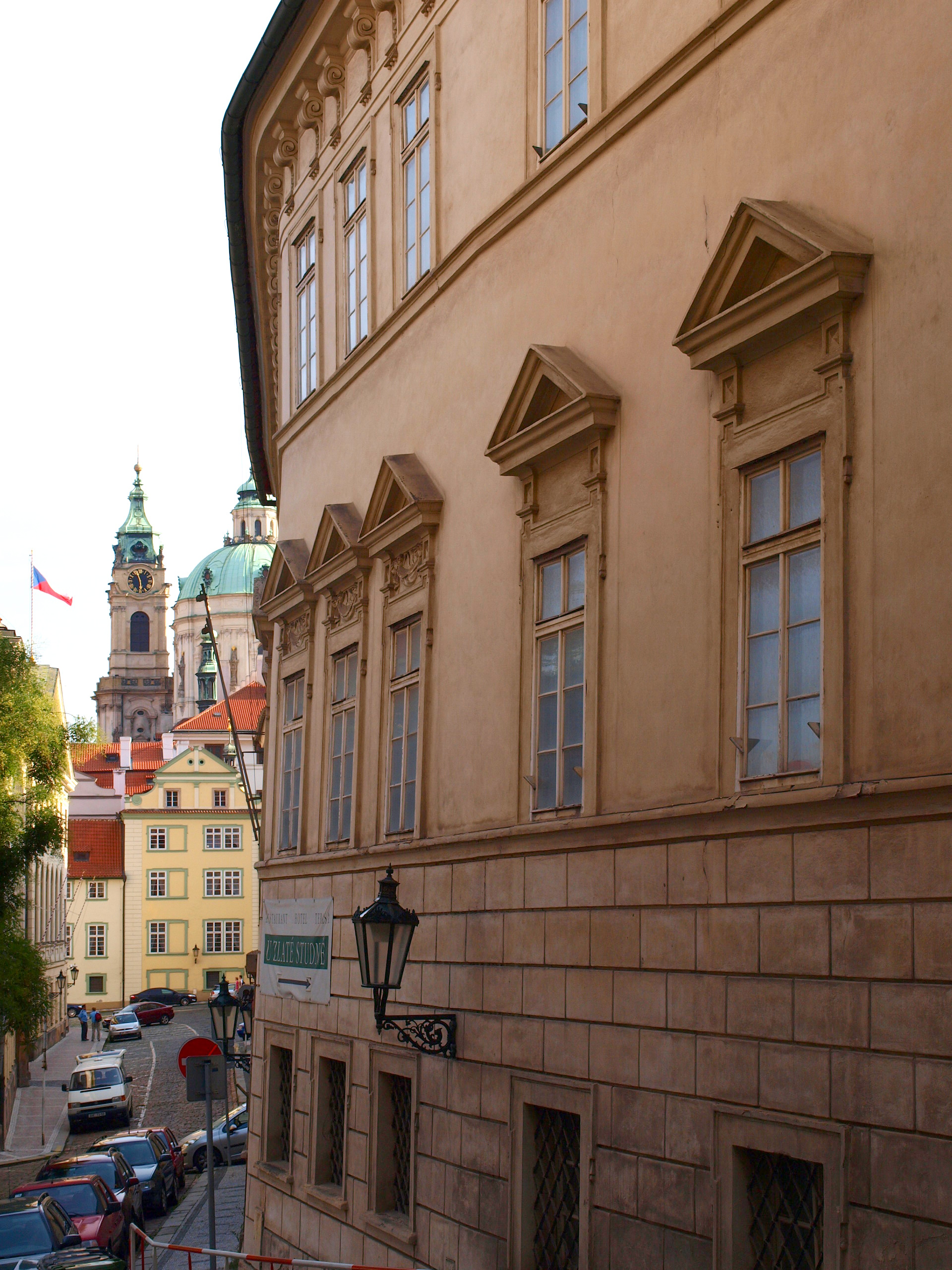
Palác Schützenů, v pozadí
je vidět chrám sv. Mikuláše
na Malostranském náměstí

Palác vznikl na místě dvou středověkých domů a kostela sv. Michala s jeho hřbitovem, přičemž část kostela je zakomponovaná do samotné stavby domu. Ve dvoře paláce se nachází studna s žulovým roubením s moderní mříží se skleněnou plastikou. V horních partiích zahrady je doložena existence románského pohřebiště.
Raně barokní přestavba domu je datována před rok 1685, snad pod vlivem architekta Jana Baptisty Matheye.
Čtyřkřídlý palác je nepravidelného půdorysu s vnitřním nádvořím, západně od něj leží zahrada se samostatným křídlem na severní straně. Dvoupatrové, mírně zalomené hlavní průčelí má nepravidelnou skladbu oken, nad ním je pozdější asymetricky umístěná altánová nástavba. Přízemí dekoruje rustika. Vstupní portál s kamenným ostěním je proti hornímu, severnímu cípu Pětikostelního náměstí.

### Zahrada
Úprava zahrady s nikou a sochařskou výzdobou vznikla v období, kdy palác vlastnila hrabata z Klenové a Janovic (1728–1769), jejichž erb se objevuje jak ve štukové výzdobě niky, tak jej nese i jedna z plastik. Zahrada měla pravidelnou dispozici s hlavní kompoziční osou ukotvenou na jedné straně vstupem do zahrady v zahradním průčelí paláce, na druhé v ohradní zdi – toto uspořádání je i přes pozdější úpravy patrné dodnes. Ve 30. letech 20. století bylo zahradní křídlo paláce přestavěno a prodlouženo až k ohradní zdi s nikou a terasní zeď přiléhající ke křídlu nahrazena novou zdí s arkádami. Současný stav zahrady je výsledkem rehabilitace v 80. letech 20. století.
Rovinatá zahrada o rozloze 1 005 m² je vsazena mezi zahradní a západní křídlo paláce a je položena v úrovni druhého patra západního křídla. Zahrada je pohledově patrná ze zahrady Na Valech Pražského hradu, od níž je oddělena zahradním křídlem paláce a úzkou zahrádkou sousedícího domu, a ze zahrady Lesliovského paláce čp. 180 (britské velvyslanectví), se kterou bezprostředně sousedí. Zahrada je sama o sobě významným dokladem raně barokní zahrady palácového typu a její význam ještě zvyšuje skutečnost, že je zároveň nezastupitelnou součástí jedinečného urbanismu místa – pásu palácových zahrad na jižním svahu pod Pražským hradem, který se zde počal utvářet na přelomu 16. a 17. století, jehož vývoj byl završen a kodifikován zhruba o století později a téměř beze změn zůstal uchován do současnosti.

### Současnost

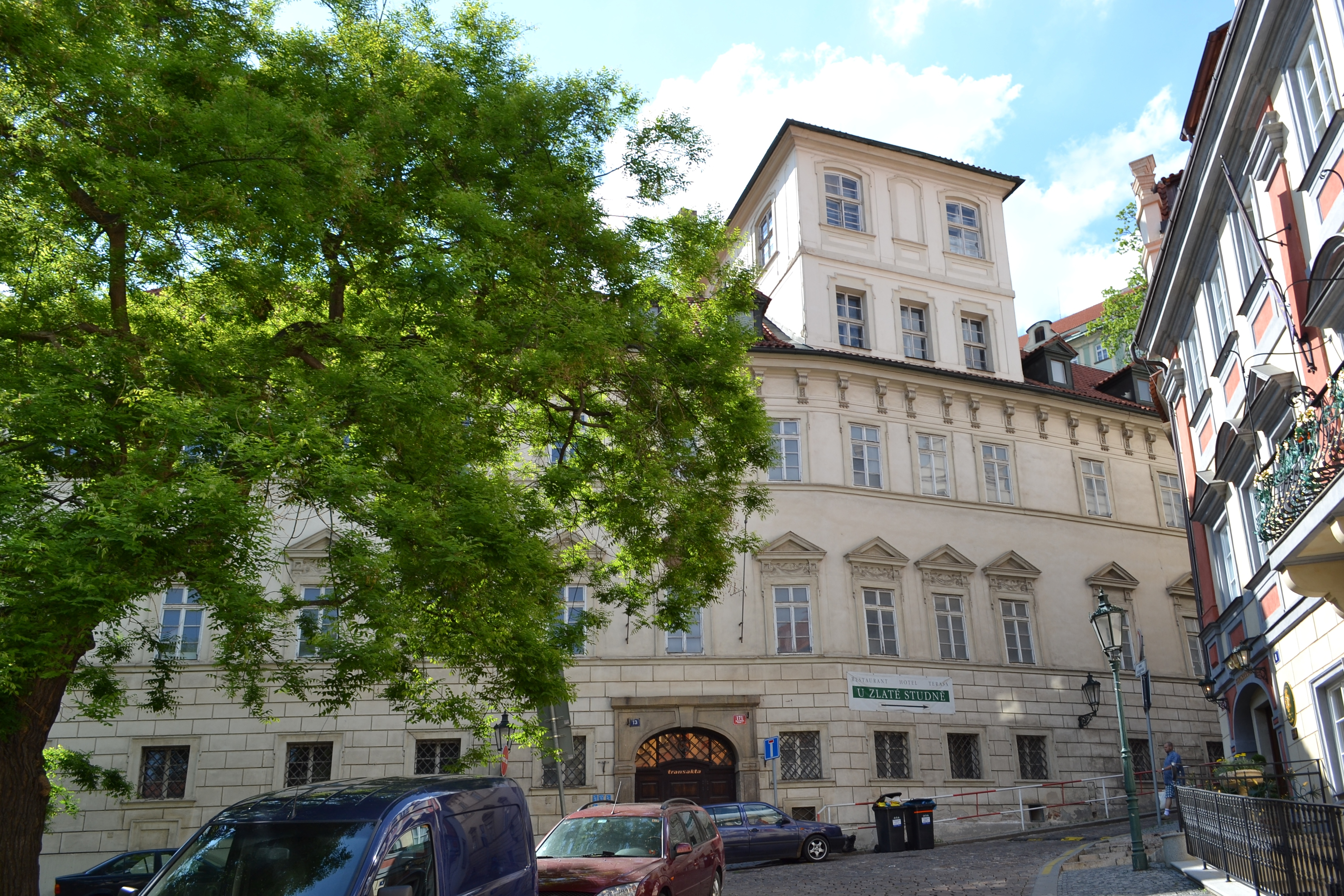
Pohled ze Sněmovní ulice

Po roce 1990 získal objekt soukromý majitel. V roce 2008 vznikl záměr stavebních úprav celého areálu, podle kterého by samotný palác měl být upraven na hotel (Art Palace Chamare), jeho nádvoří a zahradní křídlo zastřešeno prosklenou konstrukcí a do zahrady vestavěn podzemní bazén a přízemní stavba snídárny. Podle některých názorů by to ale bylo v rozporu s předmětem ochrany a zásadami péče o historické zahrady, především s článkem č. 14 Florentské charty. Stavbou bazénu by mohlo dojít ke změně vodního režimu okolí a tím i k ohrožení existence sousedních palácových zahrad.
V roce 2017 působil palác jako prázdný, nevyužívaný.